# Martín Zapata
Martín Zapata Viveros (Santander de Quilichao, 28 oktober 1970 – Cali, 22 april 2006) was een profvoetballer uit Colombia. Hij speelde als aanvallende middenvelder voor Once Caldas, Deportivo Cali en Club Sport Emelec. Hij werd vermoord in Cali, toen hij probeerde om twee mensen die betrokken waren bij een vechtpartij uit elkaar te halen. Zapata werd 35 jaar. Hij speelde in totaal vijf officiële interlands voor Colombia in de periode 1997–2000.

## Erelijst
Deportivo Cali
- Colombiaans landskampioen

1996, 1998